# 太田市立韮川西小学校
太田市立韮川西小学校（おおたしりつ にらがわにししょうがっこう）は、群馬県太田市安良岡町にあった公立小学校。
2021年3月31日に太田市立太田東小学校と太田市立北中学校と併合し、新設された義務教育学校太田市立北の杜学園となるため閉校された。

## 学区
- 上小林町の一部（休泊堀用水路以西）[1]
- 東金井町1区
- 東金井町2区
- 安良岡町の一部（休泊堀用水路以西）
- 東長岡町伊豆山
- 東長岡町馬場の一部（休泊堀用水路以西）
- 伊豆の山

## 学校周辺
- 太田市立北中学校
- イオン太田

## 著名な卒業生
- 鈴木武蔵 - サッカー選手